# George Decker

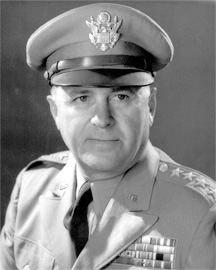
George Decker

George Henry Decker (* 16. Februar 1902 in Catskill, New York; † 6. Februar 1980 in Washington, D.C.) war ein US-amerikanischer Soldat. Er war General der United States Army (USA) und von 1959 an zunächst stellvertretender Vorsitzender, vom 1. Oktober 1960 bis zum 30. September 1962 dann Vorsitzender des Generalstabs der US Army (engl.: Chief of Staff of the Army, CSA).

## Karriere

### Ausbildung und frühe Karriere
Nach Besuch der Highschool in seinem Geburtsort Catskill arbeitete Decker zunächst eine Zeit lang bei einem Zementhersteller; seine militärische Laufbahn begann er anschließend als Reservist bei der Nationalgarde des Bundesstaates New York und erwarb 1924 einen Abschluss in Wirtschaftswissenschaften am Lafayette College in Easton, Pennsylvania. Während seines Studiums absolvierte er ein Ausbildungsprogramm des Reserve Officer Training Corps und erhielt im Juni 1924 sein Offizierspatent als Leutnant. Während der folgenden vier Jahre war er mit dem 26. Infanterieregiment in Plattsburgh, New York, stationiert, von 1928 bis 1931 dann mit dem 35. auf Hawaii, wo er seine Beförderung zum Oberleutnant erhielt. In dieser Zeit absolvierte er die US Army Infantry School in Fort Benning, Georgia, und diente bis Mitte der 1930er Jahre in verschiedenen Regimentsverwendungen erst ebendort, später in Fort Vancouver, Washington.
Deckers militärische Karriere kam anfangs verhältnismäßig langsam voran, erst 1935, also elf Jahre nach seinem Eintritt in die Army, erhielt die Beförderung zum Hauptmann, zwei Jahre darauf schloss er die Command and General Staff College in Fort Leavenworth, Kentucky und diente bis 1940 in verschiedenen Infanteriedivisionen innerhalb der Vereinigten Staaten.

### Zweiter Weltkrieg und erste Stabsverwendungen
Mit Eintritt der Vereinigten Staaten in den Zweiten Weltkrieg 1941 kamen die Beförderungen für Decker dann in schnellerer Folge. Binnen gut eineinhalb Jahren stieg er bis zum Oberst auf und wurde 1942 stellvertretender Stabschef der 3. US-Armee. Im letzten Kriegsjahr diente Decker als Stabschef der gerade neu aufgestellten 6. US-Armee im Südwestpazifik und wurde in dieser Dienststellung im August '44 erst zum Brigadegeneral, dreizehn Monate später, kurz nach Kriegsende, dann zum Generalmajor ernannt. Während dieser Zeit nahm er an Operationen in Neuguinea, den Philippinen, den Salomonen und auch an der Besetzung Japans teil, bevor die 6. Armee schließlich in die Vereinigten Staaten zurückverlegt wurde.

### Nachkriegsjahre

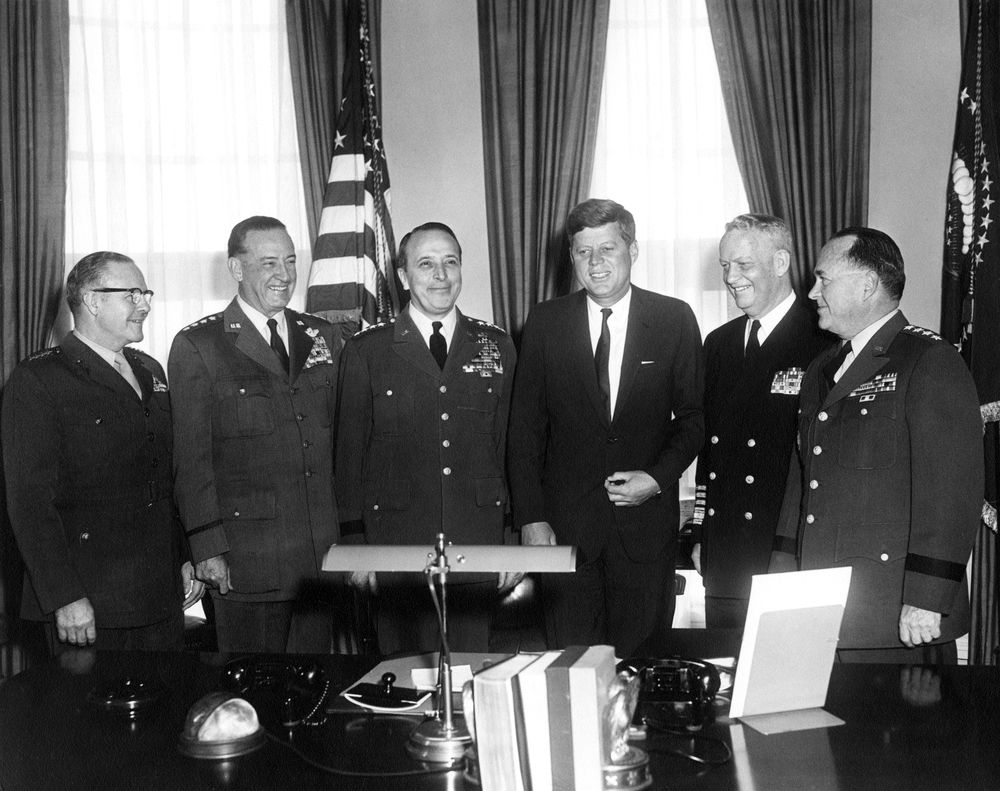
Decker (r.) mit US-Präsident Kennedy (3. v. r.) und den weiteren Mitgliedern des Vereinigten Generalstabs im Oval Office, Januar 1961

Decker kehrte mit der 6. Armee 1946 kurzzeitig zurück in die Vereinigten Staaten und diente im Hauptquartier der Army Ground Forces, wurde aber noch im selben Jahr als Stabschef und stellvertretender Kommandierender General der United States Army Pacific nach Hawaii versetzt, wo er bis 1948 blieb. Nach erneuter Rückkehr in die Staaten befehligte er bis 1950 die 5. Infanteriedivision in Fort Jackson, South Carolina. Die folgenden Jahre war er im Stab des stellvertretenden Secretary of the Army verantwortlich für den Haushalt der US Army, von Juni 1952 an im Range eines Generalleutnants.
1955 wurde Decker nach Europa versetzt, zunächst ein Jahr als Kommandeur des VII US-Corps nach Stuttgart, dann als stellvertretender Oberbefehlshaber des United States European Commands in die Nähe von Paris, wo im Mai 1956 schließlich seine Beförderung zum General erfolgte. Eine letzte Auslandsverwendung führte Decker zwischen 1957 und '59 nach Korea, wo er die United States Forces Korea, das United Nations Command und die ebenfalls dort stationierte 8. US-Armee befehligte.
1959 wurde Decker zum stellvertretenden Vorsitzenden des Generalstabs der US Army ernannt, doch schon am 1. Oktober des darauffolgenden Jahres vom damaligen US-Präsidenten John F. Kennedy zum Vorsitzenden des Generalstabs berufen. Dieses Amt übte er bis zu seinem Eintritt in den Ruhestand am 30. September 1962 aus.
George Decker starb am 6. Februar 1980 im Alter von 77 Jahren in Washington, D. C. Gemeinsam mit seiner Frau Helen E. Inman Decker (1899–1996), mit der er seit 1926 verheiratet war, liegt er auf dem Nationalfriedhof Arlington, Virginia, begraben.

## Beförderungsdaten
| Rang               | Jahr          |
| ------------------ | ------------- |
| Second Lieutenant  | Juni 1924     |
| First Lieutenant   | April 1930    |
| Captain            | August 1935   |
| Major              | Januar 1941   |
| Lieutenant Colonel | Dezember 1941 |
| Colonel            | Oktober 1942  |
| Brigadier General  | August 1944   |
| Major General      | Juni 1945     |
| Lieutenant General | Juni 1952     |
| General            | Mai 1956      |

## Auszeichnungen
Auswahl der Dekorationen, sortiert in Anlehnung an die Order of Precedence of Military Awards:
- Army Distinguished Service Medal mit Eichenlaub
- Silver Star
- Legion of Merit
- Bronze Star Medal
- American Defense Service Medal
- American Campaign Medal
- Asiatic-Pacific Campaign Medal mit vier Service Stars
- Army of Occupation Medal
- National Defense Service Medal
- Philippine Republic Presidential Unit Citation
- Philippine Liberation Medal mit drei Service Stars
- Philippine Independence Medal